# David Ige
David Yutaka Ige (Pearl City (Hawaï), 15 januari 1957) is een Amerikaans politicus van de Democratische Partij. Van 1 december 2014 tot 5 december 2022 was hij de gouverneur van Hawaï. Eerder was hij lid van het Huis van Afgevaardigden van Hawaï (1985–1995) en lid van de Senaat van Hawaï (1995–2014).

## Politieke loopbaan
David Ige is namens de Democratische Partij sinds 1985 actief in de Hawaïaanse politiek. Hij was ruim negen jaar afgevaardigde en aansluitend bijna twintig jaar senator. In 2014 stelde hij zich verkiesbaar voor het gouverneurschap van Hawaï. Bij de voorverkiezingen van de Democratische Partij wist hij de zittende gouverneur Neil Abercrombie te verslaan, waarna hij de algemene verkiezing overtuigend won van de Republikein James Aiona. Op 1 december 2014 werd Ige beëdigd als gouverneur. Vier jaar later werd hij bij de gouverneursverkiezingen van 2018 verkozen voor een tweede ambtstermijn. In 2022 mocht hij zich niet nogmaals verkiesbaar stellen en werd hij opgevolgd door luitenant-gouverneur Josh Green.
Tijdens zijn gouverneurschap gaf Ige toestemming voor de bouw van de Thirty Meter Telescope op Mauna Kea.
- Gemeinsame Normdatei: 1197149333
- Virtual International Authority File: 3735157162077378980004